# Боснек
Босне́к (болг. Боснек) — село в Перницькій області Болгарії. Входить до складу общини Перник.

## Населення
За даними перепису населення 2011 року у селі проживали 155 осіб, з них 154 особи (99,4%) — болгари.
Розподіл населення за віком у 2011 році:
Динаміка населення: